# Peraluman
Peraluman è il nome commerciale di una serie di leghe di alluminio in cui l'elemento principale è il magnesio presente in percentuali fino al 5,6%. Il magnesio conferisce a queste leghe ottime caratteristiche di resistenza alla corrosione, anche in ambiente marino, buone caratteristiche di saldabilità e ottima duttilità.
Le leghe di peraluman sono designate come serie 5000. Hanno caratteristiche meccaniche che possono essere aumentate con lavorazioni a freddo, ma non a caldo. Queste caratteristiche restano comunque inferiori a quelle delle leghe di alluminio della serie 2000 dette anche duralluminio o Avional. Per questa ragione, le leghe peraluman trovano meno impiego nell'industria aeronautica e maggiore impiego nell'industria automobilistica per la costruzione di carrozzerie in parti strutturali con basse sollecitazioni, dove invece la saldabilità è una qualità apprezzabile.

## Il peraluman nell'auomobilismo sportivo
Nel 1954, dopo un incidente, un'Alfa Romeo Giulietta, venne ricostruita in lega di alluminio leggera con una diminuzione di peso di 135 kg per favorirne il rapporto peso/potenza. Ma è nel 1970 che il Campionato Europeo Turismo, venne vinto da una Alfa Romeo Giulia GTA guidata da Toine Hezemans e costruita interamente in peraluman con un alleggerimento di 245 kg.
Dopo questa affermazione anche altre case automobilistiche decisero di passare ai telai in peraluman ed in leghe leggere anziché in metallo semplice.